# 7D: El debate decisivo
7D: El debate decisivo es el nombre del debate electoral, a cuatro bandas y televisado, que se celebró el 7 de diciembre de 2015 con motivo de las elecciones generales españolas. Se enfrentaron los candidatos a la presidencia del gobierno de tres de los cuatro principales partidos políticos —Pedro Sánchez por el PSOE, Albert Rivera por Ciudadanos y Pablo Iglesias por Podemos— y Soraya Sáenz de Santamaría por el PP, en lugar de Mariano Rajoy, que rehusó la invitación. El debate tuvo lugar en el Estudio 10 de Atresmedia, en San Sebastián de los Reyes (Madrid), y se emitió simultáneamente por Antena 3 y su señal internacional, La Sexta, Onda Cero y en streaming por internet. Los encargados de moderar el debate fueron los periodistas Ana Pastor y Vicente Vallés.

## Reacciones previas

### Ausencia de Rajoy
El candidato del Partido Popular y presidente del gobierno, Mariano Rajoy, fue el único que rechazó asistir al debate. En su lugar le sustituyó Soraya Sáenz de Santamaría. El vicesecretario de Comunicación del PP, Pablo Casado, aseguró que Rajoy había recibido una treintena de invitaciones a debates electorales y le excusó diciendo que «su tiempo no es de chicle».

## Formato del debate
El debate fue definido como «imprescindible», «histórico» e «innovador» por la directora del programa, Luz Aldama, ya que se trataba del primero realizado por una cadena generalista que rompía con los debates electorales bipartidistas tradicionales. El debate contó con un importante despliegue de medios: en torno a quinientas personas trabajaron para poner a punto un plató de mil metros cuadrados, que contó con más de cincuenta cámaras, setenta micrófonos y una iluminación generada por diez mil diodos led. A través de la retransmisión internacional, pudo seguirse en 26 países, lo que supuso una audiencia potencial de unas 68 millones de personas.
El formato del programa fue ideado, según la periodista y moderadora Ana Pastor, tomando como referencia los debates anglosajones; esto es, los periodistas decidieron las condiciones del debate y los políticos las aceptaron sin conocerlas de antemano. Hasta ese momento, en los debates electorales se pactaban previamente una serie de condiciones entre los periodistas y los políticos.
En esta ocasión, el debate se estructuraría en cuatro grandes bloques. En el primero, los moderadores plantearían una pregunta a cada participante siguiendo un orden preestablecido por sorteo. Los moderadores podrían repreguntar en el caso de no quedar satisfechos con las respuestas dadas. En los dos siguientes bloques, los participantes hablarían, de forma alterna pero sin orden preestablecido, sobre cuestiones planteadas por los moderadores, que serían escogidas de entre tres grandes temas generales: economía, estado del bienestar y reformas institucionales. Los participantes no conocerían la cuestión particular sobre la que debatir hasta el momento de ser interpelados por los moderadores. El tiempo que cada participante emplease en sus intervenciones no estaría cronometrado, pero sí controlado desde otra sala por la periodista Esther Vaquero, con el fin de asegurar un equilibrio entre los tiempos de cada político. Finalmente, en el cuarto bloque, cada participante tendría un minuto cronometrado para realizar una última intervención, en el orden establecido por un sorteo.
La colocación de los políticos en el plató también se decidiría mediante sorteo. Por primera vez no habría ni sillas ni atriles: solo un taburete y un mueble accesorio para dejar el agua y los papeles. De esta manera, las expresiones corporales de los participantes serían visibles. Durante las dos horas del programa, los participantes no podrían usar dispositivos móviles. Sólo un asesor de su elección podría hablar con ellos en cada una de las dos pausas programadas, que tendrían una duración de unos seis minutos. El plató contaría también con la presencia de público, compuesto por unas trescientas personas, que tendrían prohibido realizar cualquier tipo de manifestación (como aplaudir) y usar dispositivos móviles.
El 3 de diciembre se realizaron y se retransmitieron en directo los sorteos para determinar el sitio de cada político en el plató y el orden en el que se realizarían la primera intervención y la última:
- Emplazamiento (de izquierda a derecha): Pedro Sánchez, Pablo Iglesias, Albert Rivera y Soraya Sáez de Santamaría.
- Intervención inicial: Pedro Sánchez, Albert Rivera, Pablo Iglesias y Soraya Sáez de Santamaría.
- Intervención final: Pedro Sánchez, Soraya Sáez de Santamaría, Albert Rivera y Pablo Iglesias.

|               |
| Pedro Sánchez |

|                |
| Pablo Iglesias |

|               |
| Albert Rivera |

|                            |
| Soraya Sáenz de Santamaría |

## Desarrollo del debate

### Pregunta de actualidad
Para abrir el debate, a cada participante se le realizó una pregunta sobre la actualidad de su partido. El primero al que se preguntó, siguiendo el orden del resultado del sorteo, fue Pedro Sánchez. Se le preguntó por qué, a tenor de las encuestas, el PSOE no había recuperado votos como sí lo había hecho el PP. Sánchez respondió no estar preocupado por las encuestas y que solo con la victoria del PSOE habría un cambio en España. La pregunta a Albert Rivera fue si su partido apoyaría en la investidura al candidato del PP, sea quien fuere, a lo que contestó que su partido intentaría formar gobierno pero sin apoyar a Rajoy o a Sánchez. En cuanto a Pablo Iglesias, el moderador señaló que la ideología de Podemos no era la misma en su inicio que un año y medio después y le preguntó por cuál de esas dos «almas» del partido debían confiar los votantes. Antes de responder, Iglesias tuvo unas palabras para el candidato del PP ausente: «quiero saludar a Rajoy, que nos ve desde Doñana»; a continuación respondió haciendo referencia a su programa electoral. Por último, a Soraya Sáenz de Santamaría se le preguntó por la ausencia de Rajoy, a lo que respondió que en el PP son un equipo con responsabilidades compartidas, por lo que no importaba quién de ellos estuviera en el debate.

### Primer bloque: economía y estado del bienestar

#### Paro
El bloque de economía y estado del bienestar se inició con el tema del paro. La primera pregunta, dirigida a Sáenz, se centraba en el empleo temporal. Sáenz respondió que, cuando el PP llegó al gobierno, «la economía iba hacia abajo y ahora va hacia arriba», justificó las reformas realizadas porque el PP tuvo que gestionar el país en un momento muy difícil y apuntó que desde 2014 el país crece y crea empleo. Iglesias señaló que la mitad de los parados no tienen prestaciones y que el gobierno se había gastado el 45% de la hucha de las pensiones. Por su parte, Sánchez arremetió contra el contrato único propuesto por Rivera, tildándolo de una suerte de despido libre. Rivera le respondió recordando el 24% de desempleo que dejó el gobierno de Zapatero y señaló que su partido propone soluciones. Iglesias, en este punto, apoyó a Sánchez en su idea de que el contrato único abarata el despido.

#### Impuestos
Rivera recordó que Rajoy prometió una bajada del IRPF y lo subió cuando llegó al poder. A continuación, el líder de Ciudadanos propuso una rebaja media del 3% en todos los tipos y un complemento salarial a los más pobres, valorando esta medida en 7.500 millones de euros. Sáenz de Santamaría planteó una nueva reforma fiscal y el mantenimiento de los tipos del IVA, lo que provocó unas carcajadas del líder socialista. Sáenz replicó entonces que España estaba creciendo, mientras que cuatro años antes, cuando ellos gobernaban, no. Iglesias propuso la sustitución de los tramos del IRPF por un aumento progresivo, para que «el que gana 60.000 al año pague lo mismo que el que gana 300.000». Por otro lado, Sánchez aseguró que bajar los impuestos era imposible y que las promesas al respecto eran mentira.

#### Recortes
Acerca de los recortes que la Unión Europea exigía para España, Sánchez defendía renegociar los objetivos del déficit con Bruselas. Iglesias le replicó a Sánchez que no cumplía sus promesas y que mandaba poco dentro del PSOE. A continuación, Sánchez arremetió contra Iglesias poniendo el ejemplo de su apoyo a Alexis Tsipras en las elecciones griegas, mientras que Iglesias, siguiendo el mismo ejemplo, alertó de que el PSOE podría acabar como el PASOK. Rivera consideró importante renegociar con la Unión Europea, evitar impagos que dificultarían la financiación y terminar con el fraude fiscal. Por último, Sáenz de Santamaría negó nuevos recortes, aunque era necesario seguir haciendo reformas «para fomentar el crecimiento, dinamizar la economía y crear empleo».

#### Educación
Sáenz de Santamaría se preguntaba qué era lo que no gustaba de la ley de Educación aprobada durante la legislatura (LOMCE) y apuntaba que la siguiente en reformarse sería la ley de las universidades. Rivera pidió un acuerdo de todas las fuerzas para desarrollar una ley educativa válida para una generación. Sánchez aseguró que triplicaría la inversión en educación. Iglesias abogó por llegar a un consenso con toda la comunidad educativa.

#### Pensiones
Para Pablo Iglesias, las pensiones no eran un problema demográfico sino productivo.

### Segundo bloque: reformas institucionales

#### Corrupción
Sáenz de Santamaría aseguró que en su partido están avergonzados por la corrupción y afirmó que no hay impunidad para los corruptos. A continuación, Iglesias le recordó los registros realizados en la sede del PP, los papeles filtrados a la prensa del extesorero del partido, Luis Bárcenas, el trato recibido por el exministro de Economía Rodrigo Rato en el Caso Bankia y la amnistía fiscal, para terminar diciendo que el PP es «el partido de la corrupción». En esta línea, Sánchez recordó los delitos cometidos por miembros del PP e imputados del caso Gürtel y Rivera señaló que la corrupción era la razón por la que Rajoy había rechazado acudir al debate.

#### Cataluña y modelo de estado
Los cuatro expusieron sus posiciones ante el proceso independentista catalán: Sáenz defendió el respeto a la Constitución, Sánchez recordó su propuesta de creación de una España federal, Rivera se ofreció como garantía ante el independentismo e Iglesias habló sobre su idea de celebrar un referéndum en Cataluña. En su argumentación, el líder de Podemos comparó este referéndum con el que celebró Andalucía en 1980 para decidir el tipo de autonomía que quería, hecho que fue criticado por el resto de participantes.

### Pregunta de cierre
Se pregunta a cada candidato sobre si un gobierno presidido por ellos apoyaría el envío de tropas terrestres a Siria si el presidente de la República Francesa se lo pidiera.

### Minuto decisivo
Cada candidato dispuso de un minuto de tiempo libre.

## Reacciones posteriores

### Ganador del debate
Numerosos medios de comunicación pusieron a disposición de los internautas encuestas para determinar el ganador del debate. En todos los casos el más votado fue Pablo Iglesias.
| Medio           | Sáenz | Sánchez | Rivera | Iglesias |
| --------------- | ----- | ------- | ------ | -------- |
| ABC             | 29,6% | 9,1%    | 13,5%  | 47,8%    |
| El Diario Vasco | 11%   | 7%      | 13%    | 68%      |
| El Confidencial | 26%   | 7%      | 20%    | 40%      |
| ElDiario.es     | 5%    | 23%     | 9%     | 63%      |
| El Español      | 14%   | 4%      | 31%    | 51%      |
| El Mundo        | 31%   | 7%      | 22%    | 41%      |
| HuffPost        | 9%    | 15%     | 13%    | 63%      |
| Infolibre       | 1%    | 14%     | 2%     | 81%      |
| La Vanguardia   | 10%   | 19%     | 18%    | 53%      |
| Público         | 2%    | 7%      | 3%     | 87%      |
| Vozpópuli       | 20%   | 8%      | 16%    | 50%      |

## Equipo
- Dirección: Luz Aldama
- Dirección de Realización: Gustavo Vázquez Rodríguez
- Dirección de Imagen Corporativa: Juan Ramón Martín Muñoz
- Producción ejecutiva: José María Martínez Marcos
- Dirección de Producción: Jesús María Daza García Blanes
- Dirección de Producción de Informativos: Elena Hortelano Castrillón y Guillermo Reviriego Eiros
- Dirección de Operaciones: José Manuel Serrano Rubio
- Dirección de Ingeniería: Raúl Lorenzo Cenalmor
- Dirección de Comunicación y Relaciones Públicas: Ignacio Mata Maeso